# Афрички куп нација
Афрички куп нација (енгл. African Nations Cup, неформално и African Cup of Nations) је главно фудбалско такмичење афричких репрезентација. Игра се у организацији Афричке фудбалске конфедерације (КАФ). Одржава се сваке друге године од 1968, а пре се одржавало у неправилним размацима.
На првом Афричком купу нација 1957. године учествовале су само три репрезентације: Египта, Судана и Етиопије. Била је ту и Јужна Африка, али је дисквалификована због политике апартхејда коју је спроводила њена влада. Избачена је и из Афричке фудбалске конфедерације у коју се вратила 1992.
Број учесника на првенствима се повећавао, тако да су скоро све афричке државе биле укључене у такмичење, па су се морале организовати и квалификације за учешће у завршном делу, тако да је број учесника у завршници 1998. године достигао шеснаест.

## Резултати
| 1957. Детаљи | Судан                         | Египат          | 4 - 0                       | Етиопија        | Судан           | Јужна Африка дискв. због апартхејда | Јужна Африка дискв. због апартхејда |
| 1959. Детаљи | Египат                        | · Египат        | 2 - 1(1)                    | Судан           | Етиопија        | (само троје учесника)               | (само троје учесника)               |
| 1962. Детаљи | Етиопија                      | Етиопија        | 4 - 2 продужеци             | Египат, УАР     | Тунис           | 3 - 0                               | Уганда                              |
| 1963. Детаљи | Гана                          | Гана            | 3 - 0                       | Судан           | Египат          | 3 - 0                               | Етиопија                            |
| 1965. Детаљи | Тунис                         | Гана            | 3 - 2 продужеци             | Тунис           | Обала Слоноваче | 1 - 0                               | Сенегал                             |
| 1968. Детаљи | Етиопија                      | ДР Конго        | 1 - 0                       | Гана            | Обала Слоноваче | 1 - 0                               | Етиопија                            |
| 1970. Детаљи | Судан                         | Судан           | 1 - 0                       | Гана            | Египат          | 3 - 1                               | Обала Слоноваче                     |
| 1972. Детаљи | Камерун                       | НР Конго        | 3 - 2                       | Мали            | Камерун         | 5 - 2                               | Заир                                |
| 1974. Детаљи | Египат                        | Заир            | 2 - 2 2 - 0 поновљена утак. | Замбија         | Египат          | 4 - 0                               | НР Конго                            |
| 1976. Детаљи | Етиопија                      | Мароко          | n/a(2)                      | Гвинеја         | Нигерија        | n/a(2)                              | Египат                              |
| 1978. Детаљи | Гана                          | Гана            | 2 - 0                       | Уганда          | Нигерија        | 2 - 0(3)                            | Тунис                               |
| 1980. Детаљи | Нигерија                      | Нигерија        | 3 - 0                       | Алжир           | Мароко          | 2 - 0                               | Египат                              |
| 1982. Детаљи | Либија                        | Гана            | 1 - 1 (7 - 6) пенали        | Либија          | Замбија         | 2 - 0                               | Алжир                               |
| 1984. Детаљи | Обала Слоноваче               | Камерун         | 3 - 1                       | Нигерија        | Алжир           | 3 - 1                               | Египат                              |
| 1986. Детаљи | Египат                        | Египат          | 0 - 0 (5 - 4) пенали        | Камерун         | Обала Слоноваче | 3 - 2                               | Мароко                              |
| 1988. Детаљи | Мароко                        | Камерун         | 1 - 0                       | Нигерија        | Алжир           | 1 - 1 (4 - 3) пенали                | Мароко                              |
| 1990. Детаљи | Алжир                         | Алжир           | 1 - 0                       | Нигерија        | Замбија         | 1 - 0                               | Сенегал                             |
| 1992. Детаљи | Сенегал                       | Обала Слоноваче | 0 - 0 (11 - 10) пенал       | Гана            | Нигерија        | 2 - 1                               | Камерун                             |
| 1994. Детаљи | Тунис                         | Нигерија        | 2 - 1                       | Замбија         | Обала Слоноваче | 3 - 1                               | Мали                                |
| 1996. Детаљи | Јужноафричка Република        | Јужна Африка    | 2 - 0                       | Тунис           | Замбија         | 1 - 0                               | Гана                                |
| 1998. Детаљи | Буркина Фасо                  | Египат          | 2 - 0                       | Јужна Африка    | ДР Конго        | 4 - 4 (4 - 1) пенали                | Буркина Фасо                        |
| 2000. Детаљи | Гана и Нигерија               | Камерун         | 2 - 2 (4 - 3) пенали        | Нигерија        | Јужна Африка    | 2 - 2 (4 - 3) пенал                 | Тунис ·                             |
| 2002. Детаљи | Мали                          | Камерун         | 0 - 0 (3 - 2) пенали        | Сенегал         | Нигерија        | 1 - 0                               | Мали                                |
| 2004. Детаљи | Тунис                         | Тунис           | 2 - 1                       | Мароко          | Нигерија        | 2 - 1                               | Мали                                |
| 2006. Детаљи | Египат                        | Египат          | 0 - 0 (4 - 2) пенали        | Обала Слоноваче | Нигерија        | 1 - 0                               | Сенегал                             |
| 2008. Детаљи | Гана                          | Египат          | 1 - 0                       | Камерун         | Гана            | 4 - 2                               | Обала Слоноваче                     |
| 2010. Детаљи | Ангола                        | Египат          | 1 - 0                       | Гана            | Нигерија        | 1 - 0                               | Алжир                               |
| 2012. Детаљи | Габон / Екваторијална Гвинеја | Замбија         | 0 - 0 (8 - 7) пенали        | Обала Слоноваче | Мали            | 2 - 0                               | Гана                                |
| 2013. Детаљи | Јужноафричка Република        | Нигерија        | 1 - 0                       | Буркина Фасо    | Мали            | 3 - 1                               | Гана                                |
| 2015. Детаљи | Екваторијална Гвинеја         | Обала Слоноваче | 0 - 0 (9 - 8) пенали        | Гана            | ДР Конго        | 0 - 0 (4 - 2) пенали                | Екваторијална Гвинеја               |
| 2017. Детаљи | Габон                         | Камерун         | 2 - 1                       | Египат          | Буркина Фасо    | 1 - 0                               | Гана                                |
| 2019. Детаљи | Египат                        | Алжир           | 1 - 0                       | Сенегал         | Нигерија        | 1 - 0                               | Тунис                               |
| 2021. Детаљи | Камерун                       | Сенегал         | 0 - 0 (4 - 2) пенали        | Египат          | Камерун         | 3 - 3 (5 - 3) пенали                | Буркина Фасо                        |
| 2023. Детаљи | Обала Слоноваче               | Обала Слоноваче | 2 - 1                       | Нигерија        | Јужна Африка    | 0 - 0 (6 - 5) пенали                | ДР Конго                            |
| 2025. Детаљи | Гвинеја                       |                 |                             |                 |                 |                                     |                                     |

(1) 1959, три екипе су играле по принципу свако са сваким једну утакмицу. Победа Египта против Судана 2:1 била је последња утакмица турнира.

(2) 1976. Није било финалне утакмице јер је првенство завршено играњем у финалној групи од четири екипе, свако са сваким.

(3) 1978. треће место је додељено Нигерији 2:0 после напуштања утакмице екипе Туниса у 42 минути при резултату 1:1..

## Биланс медаља
Стање после 2017.
| Пласман | Држава          | Злато | Сребро | Бронза | Укупно |
| ------- | --------------- | ----- | ------ | ------ | ------ |
| 1.      | Египат          | 7     | 2      | 3      | 12     |
| 2.      | Камерун         | 5     | 2      | 1      | 8      |
| 3.      | Гана            | 4     | 5      | 1      | 10     |
| 4.      | Нигерија        | 3     | 4      | 8      | 15     |
| 5.      | Обала Слоноваче | 2     | 2      | 4      | 8      |
| 6.      | Алжир           | 2     | 1      | 2      | 5      |
| 7.      | ДР Конго        | 2     | 0      | 2      | 4      |
| 8.      | Замбија         | 1     | 2      | 3      | 6      |
| 9.      | Судан           | 1     | 2      | 1      | 4      |
| 10.     | Тунис           | 1     | 2      | 1      | 4      |
| 11.     | Мароко          | 1     | 1      | 1      | 3      |
| 12.     | Етиопија        | 1     | 1      | 1      | 3      |
| 13.     | Јужна Африка    | 1     | 1      | 1      | 3      |
| 14.     | Република Конго | 1     | 0      | 0      | 1      |
| 15.     | Сенегал         | 0     | 2      | 0      | 2      |
| 16.     | Мали            | 0     | 1      | 2      | 3      |
| 17.     | Буркина Фасо    | 0     | 1      | 1      | 2      |
| 18.     | Уганда          | 0     | 1      | 0      | 1      |
| 19.     | Гвинеја         | 0     | 1      | 0      | 1      |
| 20.     | Либија          | 0     | 1      | 0      | 1      |
|         | Укупно (20)     | 32    | 32     | 32     | 96     |

### Листа стрелаца на завршним турнирима
стање после 2015.
| Број голова | Голгетер |
| ----------- | --- |
| 18          | Самјуел Ето |
| 14          | Лоран Поку |
| 13          | Рашиди Јекини |
| 12          | Хасан Ел-Шазли |
| 11          | Патрик Мбома, Хосам Хасан, Дидије Дрогба |
| 10          | Муламба Ндаје, Жоел Тјеи, Менгисту Ворку, Франсилеудо Сантос, Калуша Бвалја                                                                               |
| 9           | Манучо, Абдулаје Траоре |
| 8           | Ахмед Хасан, Паскал Феиндуно |
| 7           | Флавио Амадо, Роже Мила, Али Абугреша, Тахер Абузајд, Асамоа Ђан, Осеи Кофи, Фредерик кануте, Сејду Кеита, Џеј Џеј Окоча, Бени Макарти, Кристофер Катонго |